# Parameioneta spicata
Parameioneta spicata is een spinnensoort in de taxonomische indeling van de hangmatspinnen (Linyphiidae).
Het dier behoort tot het geslacht Parameioneta. De wetenschappelijke naam van de soort werd voor het eerst geldig gepubliceerd in 1982 door George Hazelwood Locket.